# 花与爱丽丝
《花與愛麗絲》是岩井俊二導演執導的日本電影與電影動畫。有一篇短篇和一篇長篇真人電影及一篇長篇電影動畫。

## 登場人物
荒井花（花）
演員－鈴木杏
愛麗絲的青梅竹馬。對前輩宮本一見鍾情并展開猛烈追求，但宮本沒有什么反應。最近稍微在意宮本和愛麗絲密會的事。
有栖川徹子（愛麗絲）
演員－蒼井優
天真爛漫的性格，總是指使花。為了支援花的戀愛接近宮本，逐漸喜歡上了宮本。
宮本雅志
演員－郭智博
熱愛落語的男人。被花猛烈追求，但最近在意愛麗絲的事。

## 花與愛麗絲(短篇，網路、DVD版)
2003年，日本雀巢公司為記念Kit Kat在日本發售30週年，在Kit Kat日本網站上播出由三章四部組成的短片電影。

### 故事
第一章「花之戀」（「花の恋」）
第二章「花之暴風雨 I 秘密」（「花の嵐 I 秘密」）、「花之暴風雨 II 亂舞」（「花の嵐 II 乱舞」）
第三章「花與愛麗絲」（花とアリス）

### 工作人員
- 導演：岩井俊二
- 攝影監督：篠田昇

## 花與愛麗絲（長篇，真人電影）
2004年3月13日上映之電影，是2003年的短篇電影延伸成的長篇電影。2004年10月8日發行DVD。故事完整地讲述这对中学密友花与爱丽丝之间的友情，以及穿插在其中的一段奇妙的三角恋情。

### 工作人員
- 導演：岩井俊二
- 劇本：岩井俊二
- 攝影監督：篠田昇
- 攝影：角田真一
- 音樂：岩井俊二
- 配給：東寶株式會社

### 演員
- 荒井花（花）：鈴木杏
- 有栖川徹子（愛麗絲）：蒼井優
- 宮本雅志：郭智博（日语：郭智博）
- 有栖川加代：相田翔子
- 愛麗絲母親的男性友人：阿部寬
- 愛麗絲父親：平泉成
- 堤由紀：木村多江
- 面試官：大澤隆夫
- 編輯人員：廣末涼子
- 試鏡者：伊藤步

## 花與愛麗絲之殺人事件
2015年2月20日上映之日本長篇電影動畫，是前兩篇《花與愛麗絲》之關聯作品。作为04版的前传故事，讲述两位少女初次相遇相识的故事。導演同樣由岩井俊二擔當，配音由前篇之主演鈴木杏與蒼井優擔當。本作採用「前期錄音」方式製作動畫。这部电影其实是岩井监督的第一部长篇动画作品，整体采用3DCG与手绘转描的动画方式，为岩井监督获得第19届日本文化厅媒体艺术节动画部门的优秀奖。

### 故事背景
有栖川徹子轉入石之森中學初三2班後，在桌椅位置下發現魔法陣，同學們迴避她惟恐不及。不久後同班同學對她施展驅魔儀式，稱她遭「猶大」上身。為了解開「猶大」之謎，結果結識了拒絕上學的同班同學荒井花。在荒井花的要求下，協助調查「石之森中學殺人事件」的真相。

### 配音員
有栖川徹子（愛麗絲）：蒼井優
石之森中學初三2班的轉校生。14歲。父母離異故遷居來此鄉鎮。轉校後遭遇各種離奇的事情。性格直爽，天真爛漫，體力優異，跑步奇快，每每化險為夷，交上朋友。協助荒井花調查「石之森中學殺人事件」中湯田光太郎的生死。
荒井花（花）：鈴木杏
徹子同班同學。15歲的隱蔽少女。因1年4個月未上學故留級不許畢業。長期向徹子的房間的方向窺看。去年也是初三2班的同學，故知道殺人事件，但未知湯田光太郎的生死，要求徹子協同調查。
矢上風子
曾和徹子一起學芭蕾舞的同校同學。告訴徹子「石之森中學殺人事件」，而死者為「猶大」，殺人者為四名「猶大」。
陸奧睦美：鈴木蘭蘭
徹子同班同學。班上的領袖，某日突然帶動全班為徹子進行驅鬼儀式，自稱魔界歸來的女人。運動會時告訴徹子「驅鬼」的真相。她之前由於長期遭到忽視和霸凌，而託稱「猶大」上身以吸引同學注意並懾服了同學。告訴徹子「猶大」可能有四位太太，並因此遭人毒死。指點徹子惟有接觸呆過去年的初三2班的花則有可能知道真相。
湯田光太郎：勝地涼
花的青梅竹馬。花喜歡他，但得不到回應。按花所說，未知何故向各女生求婚，後即轉校。轉校前遭花在校服內放入蜜蜂遇蟄，而同學傳說蜂蜇致死，花為此自責而從此拒絕上學。
黑柳健次：平泉成
徹子的父親。離婚故，徹子跟母姓。
有栖川加代：相田翔子
徹子的母親。小說家。會把身邊的事情都寫入小說。
荒井友美：木村綠子
花的母親。為女兒拒絕上學而自責。
荻野里美：黒木華
徹子的班主任。
堤由紀：木村多江
芭蕾舞班指導老師。
朝長老師：郭智博
學校的老師。交待徹子母親有關轉校入學的所需手續。

## 外部連結
- 花與愛麗絲（2004年）官方網站 （页面存档备份，存于）
- 花与爱丽丝杀人事件 官方網站 （页面存档备份，存于）